# Nhàn Bắc Cực
Nhàn Bắc Cực (danh pháp hai phần: Sterna paradisaea) là một loài chim thuộc họ Nhàn. Đây là loài chim di cư một cách mạnh mẽ, chúng nhìn thấy hai mùa hè mỗi năm vì nó di chuyển từ khu vực sinh sản phía bắc dọc theo một con đường quanh co với các đại dương xung quanh Nam Cực và trở lại, một chuyến đi vòng khoảng 70.900 km  mỗi năm. Loài chim này di trú từ khu vực sinh sản ở vùng Bắc Cực-cận Bắc Cực đến vùng nước quanh Nam Cực và có lẽ là loài đón nhận nhiều ánh sáng ban ngày hơn bất kì loài vật nào khác. Mùa hè năm 1982, một con nhàn Bắc Cực đã được người ta gắn vòng theo dõi từ khi còn là chim non (chưa bay được) ở quần đảo Farne, ngoài khơi bờ biển Northumberland thuộc miền đông đảo Anh. Nó đã bay đến Melbourne thuộc Úc vào tháng 10 năm 1982, trải qua một hành trình trên biển dài hơn 22.000 km chỉ trong vòng ba tháng sau khi đủ lông đủ cánh, tương đương 240 km/ngày. Đây là một trong những hành trình của chim dài nhất từng được ghi nhận.
Chúng bay theo đường zigzag từ Greenland đến Nam Cực thay vì bay thẳng một mạch, chúng bay đến châu Phi rồi sang Nam Mỹ trước khi bay lên Bắc Cực khiến đường bay làm tốn thêm hàng ngàn km, với đường bay như vòng vo này, chúng lợi dụng được sức gió và không bao giờ phải bay ngược gió.
Trung bình loài nhạn biển bắc cực này sống 30 năm và như vậy trong cuộc đời của mình, loài chim này sẽ bay tổng cộng 2,4 triệu km - tương đương với ba chuyến đi từ Trái Đất đến Mặt Trăng và trở về.
Nhàn Bắc Cực bay cũng như liệng nhẹ trong không trung, thực hiện hầu hết các nhiệm vụ của chúng khi đang bay. Nó làm tổ một lần mỗi 1-3 năm (tùy thuộc vào chu kỳ giao phối của nó), một khi nó đã hoàn tất làm tổ nó lại bay lên không trung để thực hiện chuyến di cư dài về phía nam.
Chim nhàn Bắc Cực là loài chim kích thước trung bình. Chúng có chiều dài 33–39 cm và sải cánh dài 76–85 cm. Bộ lông của chúng chủ yếu có màu xám và trắng, với mỏ đỏ (dài bằng đầu, thẳng, với gonys rõ ràng) và bàn chân đỏ, trán trắng, gáy và chỏm đầu màu đen (sọc trắng), và má trắng. 
Nhàn biển Bắc Cực là loài chim sống thọ, với nhiều con sống thọ đến ba mươi tuổi. Chúng ăn động vật không xương sống biển chủ yếu là cá và nhỏ. Số lượng loài này dồi dào, với ước tính khoảng 1.000.000 cá thể. Trong khi xu hướng trong số lượng loài này chưa được người ta không biết đến, khai thác trong quá khứ đã làm giảm số lượng chim này ở một vùng phía nam của phạm vi của nó.

## Phân bố và di cư
Nhàn Bắc Cực có phạm vi phân bố sinh sản quanh vòng cực, trên toàn thế giới liên tục, không có phân loài được công nhận. Nó có thể được tìm thấy ở các vùng ven biển trong các xứ ôn đới lạnh hơn của Bắc Mỹ và đại lục Á-Âu trong mùa hè miền Bắc. Trong khi trú đông trong mùa hè phía Nam, nó có thể được tìm thấy trên biển, đến rìa phía nam của băng Nam Cực. 
Nhàn Bắc Cực là nổi tiếng cho việc di chuyển của nó, nó bay từ khu vực sinh sản ở Bắc Cực đến Nam Cực và ngược lại mỗi năm.
Nghiên cứu sử dụng các thiết bị theo dõi gắn vào những con chim đã được xuất bản vào tháng 1 năm 2010 và cho thấy rằng các ví dụ về đường bay dài ở trên thực tế không phải bất thường đối với loài chim này, 11 con nhàn Bắc Cực giao phối trong Greenland hoặc Iceland mỗi con bay 70.900 km trên trung bình trong một năm, với độ dài đường bay tối đa 81.600 km. Sự khác biệt từ ước tính trước đây là do loài nhàn này được tìm thấy bay vòng để tận dụng gió. Nhàn Bắc Cực sinh sống trung bình khoảng hai mươi năm, và sẽ bay trong suốt đời nó tổng cộng chiều dài 2,4 triệu km (1,5 triệu dặm).
Nhàn Bắc Cực thường di chuyển ngoài khơi xa. Do đó, chúng hiếm khi được nhìn thấy từ đất bên ngoài mùa sinh sản.

## Hình ảnh

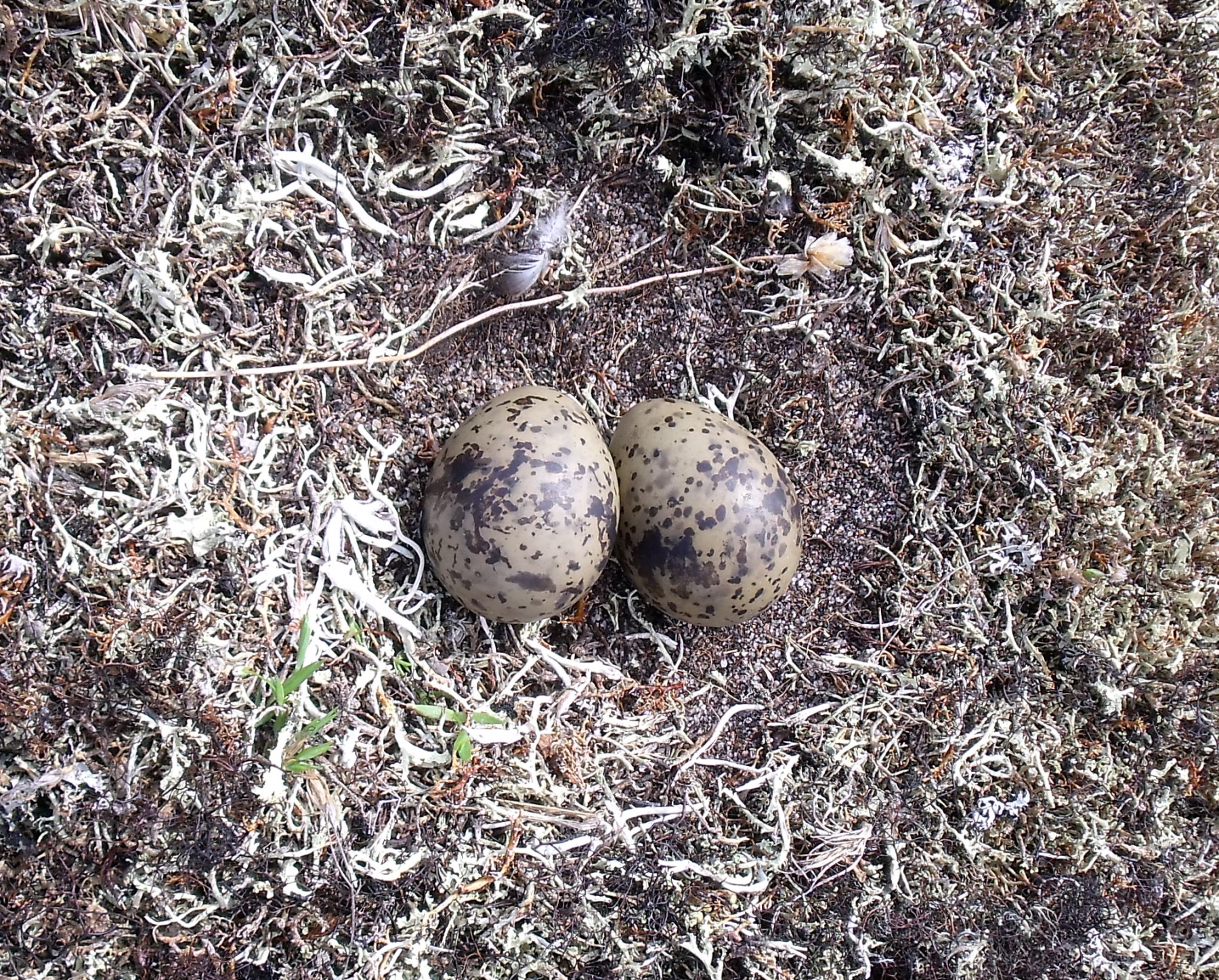
Trứng nhàn Bắc cực
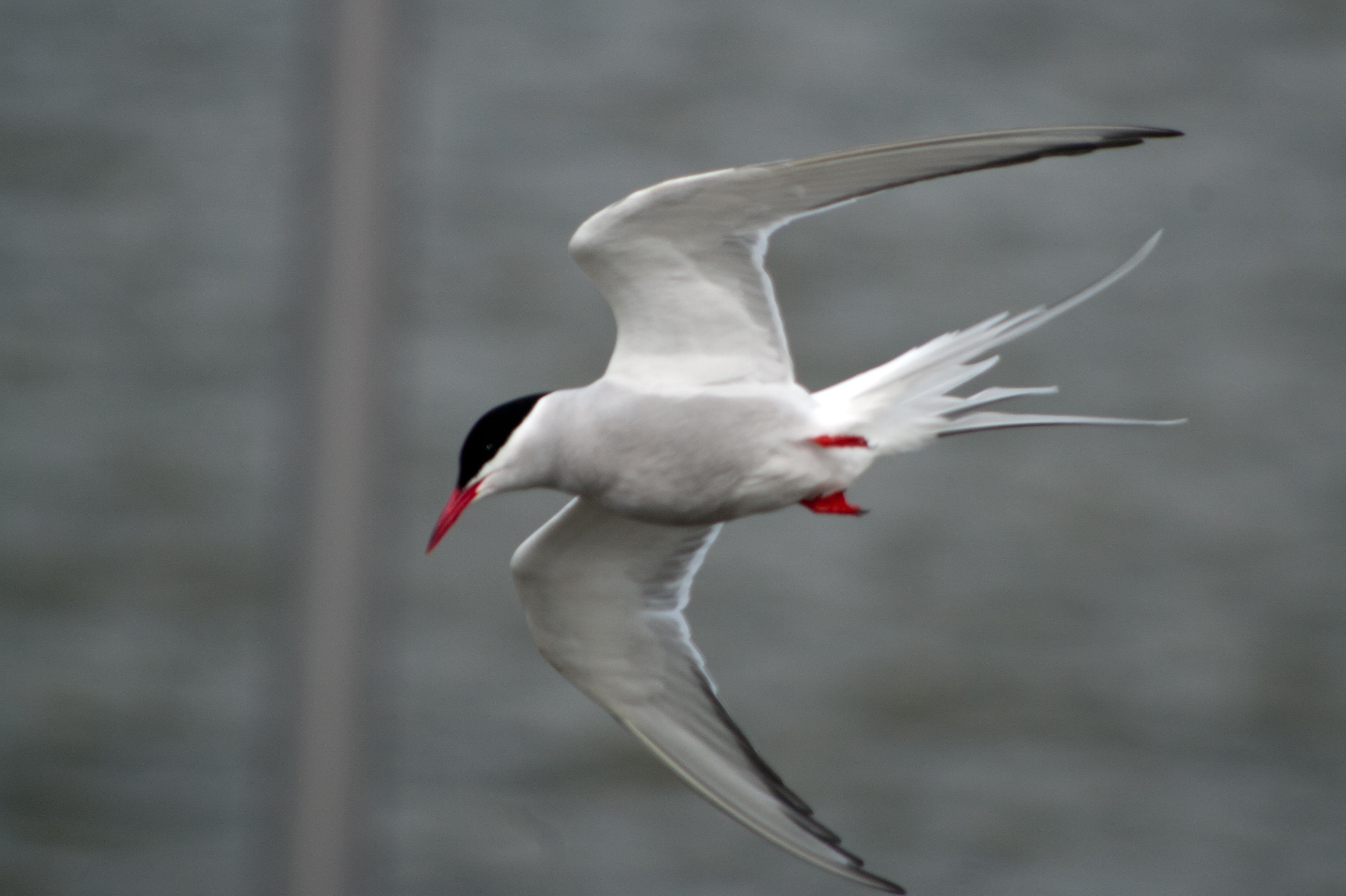
Nhàn Bắc cực đang bay
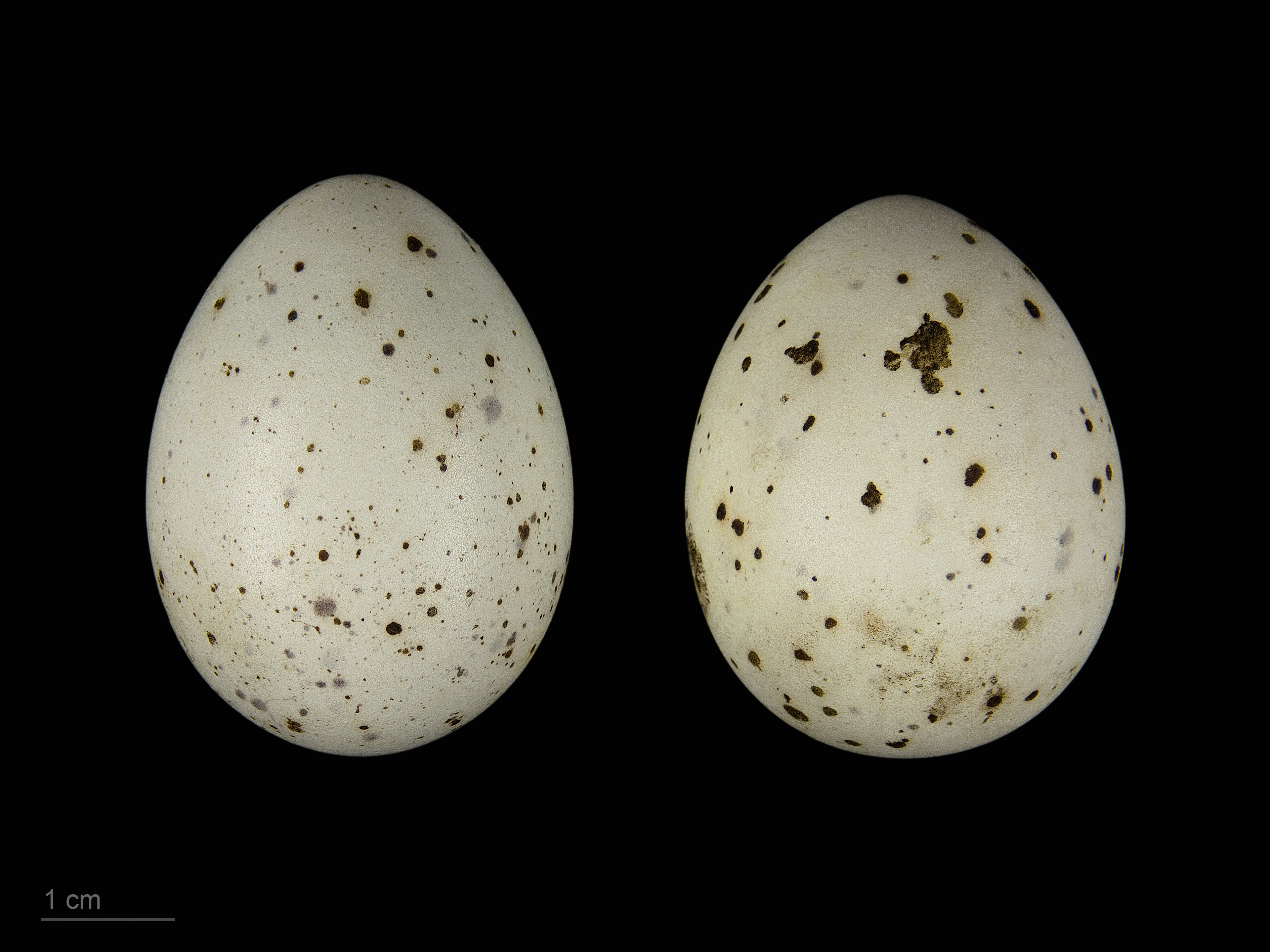
Museum specimen